# استوارت (آلاباما)
استوارت (به انگلیسی: Stewart) یک منطقهٔ مسکونی در ایالات متحده آمریکا است که در شهرستان هالی، آلاباما واقع شده‌است. استوارت ۴۱٫۱۵ متر بالاتر از سطح دریا واقع شده‌است.